# 송명기
송명기(宋銘基, 2000년 8월 9일 ~ )는 KBO 리그 상무 야구단의 투수이다.

## NC 다이노스시절
2019년에 입단하였다.

### 2019년시즌
큰 키의 이점을 살리기 위해 쓰리 쿼터 투구 폼의 릴리스포인트를 올리는 훈련을 했으나 구위와 제구가 고등학교 시절보다 더 하락했다.
5월 10일 두산 베어스와의 경기에서 선발 등판하며 데뷔 첫 경기를 치렀고, 경기에서 2.1이닝 3실점을 기록했다.

### 2020년시즌
스프링 캠프 때 고등학교 시절 투구 폼으로 변경했다.
7월 5일 KIA 타이거즈와의 경기에서 0.1이닝 무실점을 기록했다. 팀이 역전 승을 하며 데뷔 첫 승리 투수가 됐다.
시즌 중반 이재학의 부진, 구창모의 부상으로 인해 선발 투수로 전향했다.
9월 25일 LG 트윈스와의 경기에서 6이닝 3피안타(1피홈런), 3볼넷, 5탈삼진, 1실점을 기록해 데뷔 첫 QS를 기록했다.
시즌 36경기에 등판해 87.2이닝 3점대 평균자책점, 9승 3패, 72탈삼진을 기록했다.

#### 2020년한국시리즈
11월 21일 두산 베어스와의 4차전에 선발 등판해 5이닝 2피안타, 2볼넷, 4탈삼진, 무실점을 기록하며 승리 투수가 됐다. 이는 2000년생의 포스트시즌 첫 승리 투수 사례였고, 4차전 데일리 MVP로 선정됐다.
2경기에 등판해 6이닝 1승, 1홀드, 5탈삼진, 무실점을 기록했다.
- 기록

| 평균자책점 | 경기 | 완투 | 완봉 | 승 | 패 | 세 | 홀 | 이닝 | 피안타 | 피홈런 | 볼넷 | 사구 | 삼진 | 실점 | 자책점 |
| ---------- | ---- | ---- | ---- | -- | -- | -- | -- | ---- | ------ | ------ | ---- | ---- | ---- | ---- | ------ |
| 0.00       | 2    | 0    | 0    | 1  | 0  | 0  | 1  | 6    | 2      | 0      | 2    | 0    | 5    | 0    | 0      |

## 상무 야구단시절
- 2025년 입단하였다

## 출신 학교
- 서울양남초등학교 (하남리틀)
- 건국대학교 사범대학 부속중학교
- 장충고등학교

## 통산 기록
| 연도 | 팀명  | 평균자책점 | 경기 | 완투 | 완봉 | 승 | 패 | 세 | 홀 | 승률  | 타자 | 이닝 | 피안타 | 피홈런 | 볼넷 | 사구 | 탈삼진 | 실점 | 자책점 |
| ---- | ----- | ---------- | ---- | ---- | ---- | -- | -- | -- | -- | ----- | ---- | ---- | ------ | ------ | ---- | ---- | ------ | ---- | ------ |
| 2019 | NC    | 9.00       | 2    | 0    | 0    | 0  | 0  | 0  | 0  | -     | 14   | 3    | 4      | 1      | 2    | 0    | 1      | 3    | 3      |
| 2020 | NC    | 3.70       | 36   | 0    | 0    | 9  | 3  | 0  | 0  | 0.750 | 372  | 87⅔  | 78     | 12     | 39   | 2    | 72     | 37   | 36     |
| 2021 | NC    | 5.91       | 24   | 0    | 0    | 8  | 9  | 0  | 0  | 0.471 | 574  | 123⅓ | 147    | 12     | 58   | 9    | 102    | 83   | 81     |
| 2022 | NC    | 4.51       | 25   | 0    | 0    | 5  | 7  | 0  | 0  | 0.417 | 496  | 107⅔ | 116    | 14     | 54   | 15   | 106    | 67   | 54     |
| 2023 | NC    | 4.83       | 35   | 0    | 0    | 4  | 9  | 0  | 0  | 0.308 | 474  | 104⅓ | 106    | 12     | 47   | 11   | 65     | 64   | 56     |
| 2024 | NC    | 5.87       | 33   | 0    | 0    | 2  | 1  | 0  | 4  | 0.667 | 173  | 38⅓  | 40     | 4      | 17   | 3    | 31     | 27   | 25     |
| 통산 | 6시즌 | 4.94       | 155  | 0    | 0    | 28 | 29 | 0  | 4  | 0.491 | 2103 | 464⅓ | 491    | 55     | 217  | 40   | 377    | 281  | 255    |